# Durdle Door

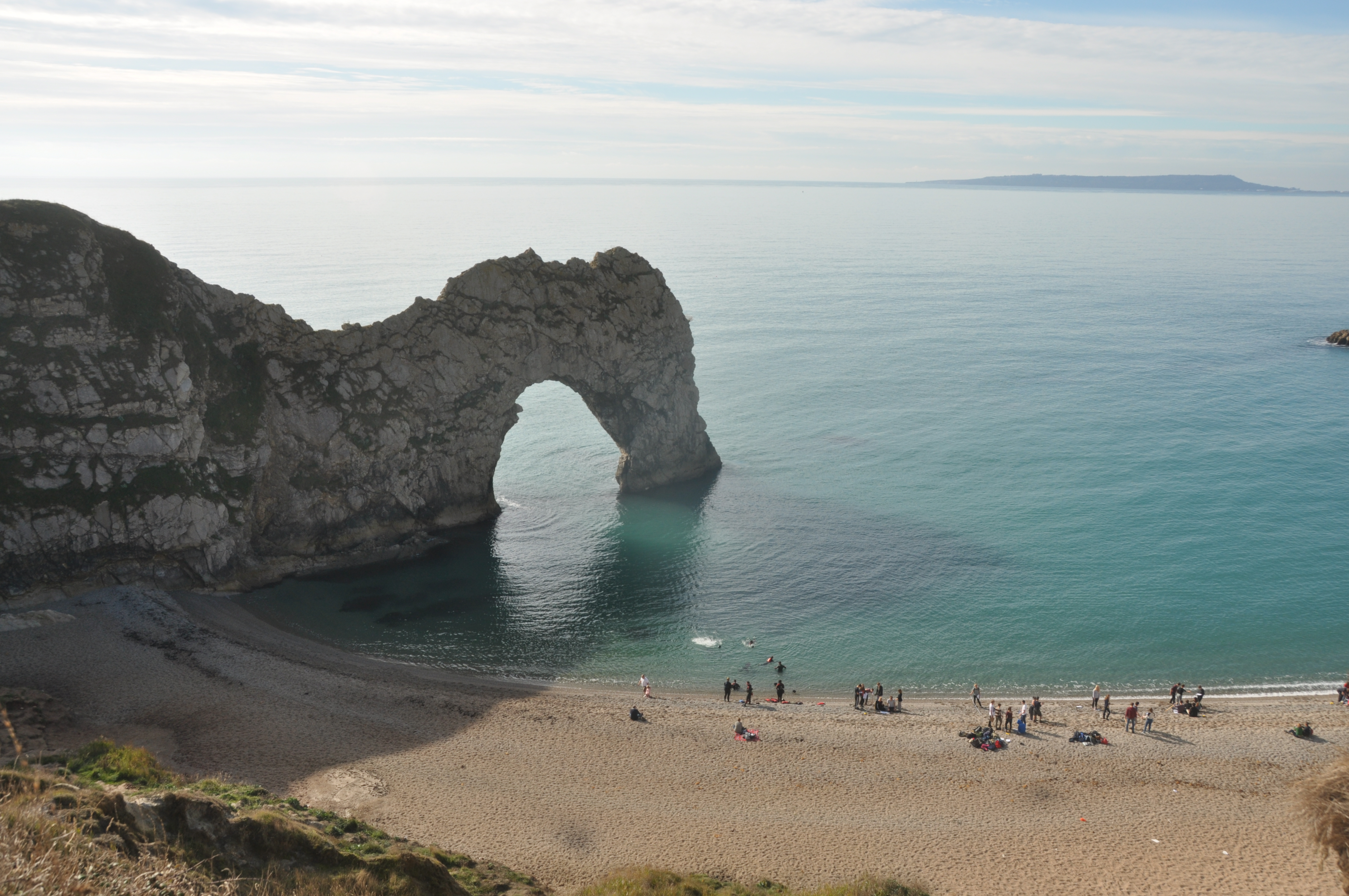
Durdle Door

Durdle Door je skalní brána v anglickém hrabství Dorset, vysoká přibližně 60 m. Leží na Jurském pobřeží Lamanšského průlivu nedaleko vesnice West Lulworth. Je tvořena vápencem, v němž vodní eroze vytvořila otvor. Od roku 2001 je brána s celým Jurským pobřežím zapsána na seznamu Světového dědictví UNESCO.

## Popis místa
Název skalního útvaru pochází ze slov „thirl“ (staroanglický výraz pro vrtání) a „door“ (dveře). Pro svoji podobu je útvar přirovnáván k drakovi pijícímu z moře.
Durdle Door se nachází na soukromém pozemku rodiny Weldových, ale je zdarma přístupná veřejnosti. V sousedství se nachází písečná pláž, která je v létě využívána ke koupání. Prochází tudy turistická stezka South West Coast Path a přijde sem okolo 200 000 turistů ročně. Nedaleko byl zřízen kemp.

## Durdle Door ve filmu
Brána se objevila ve filmech Daleko od hlučícího davu, Oscar Wilde a Kouzelná chůva Nanny McPhee. Vznikly zde klipy k písním „Shout“ skupiny Tears for Fears, „Saviour's Day“ Cliffa Richarda a „Loverboy“ Billyho Oceana.